# Eumops glaucinus
Eumops glaucinus е вид бозайник от семейство Булдогови прилепи (Molossidae).

## Описание
Eumops glaucinus е средно голям мастиф прилеп, но размерът му варира в зависимост от местообитанието. Дължината му е около 24 или 25 сантиметра, а теглото му е между 30 и 47 грама, като бременните женски понякога са по-тежки. Мъжкият обикновено е по-голям от женския. Видът има къса, лъскава козина от двуцветни косми, които са по-светли в основата, а общият цвят на козината може да бъде черен, кафяв, сивкав или канелен. Долната част е по-тъмна и по-бледа. 

## Разпространение
Видът е разпространен в Аржентина, Боливия, Бразилия, Гватемала, Еквадор, Колумбия, Коста Рика, Куба, Мексико, Никарагуа, Панама, Парагвай, Перу, Салвадор, САЩ (Флорида), Хондурас и Ямайка.